# Matejovce
Matejovce (německy Matzdorf, maďarsky Mateóc či Mateócz) je městská část slovenského města Poprad se silně rozvinutým průmyslem. Žije zde 2 865 obyvatel (2015).

## Historie

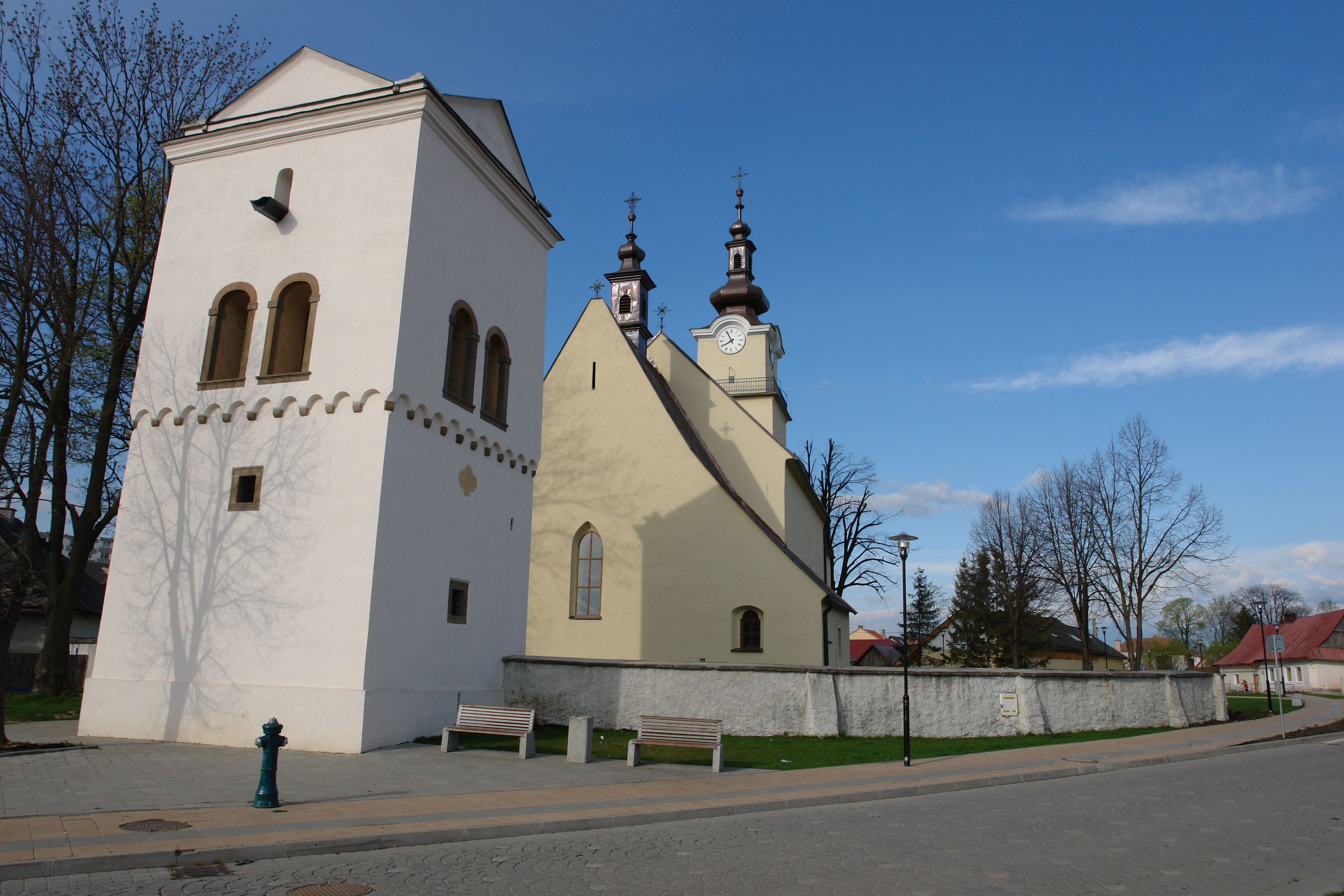
Kostel sv. Štěpána Uherského se zvonicí

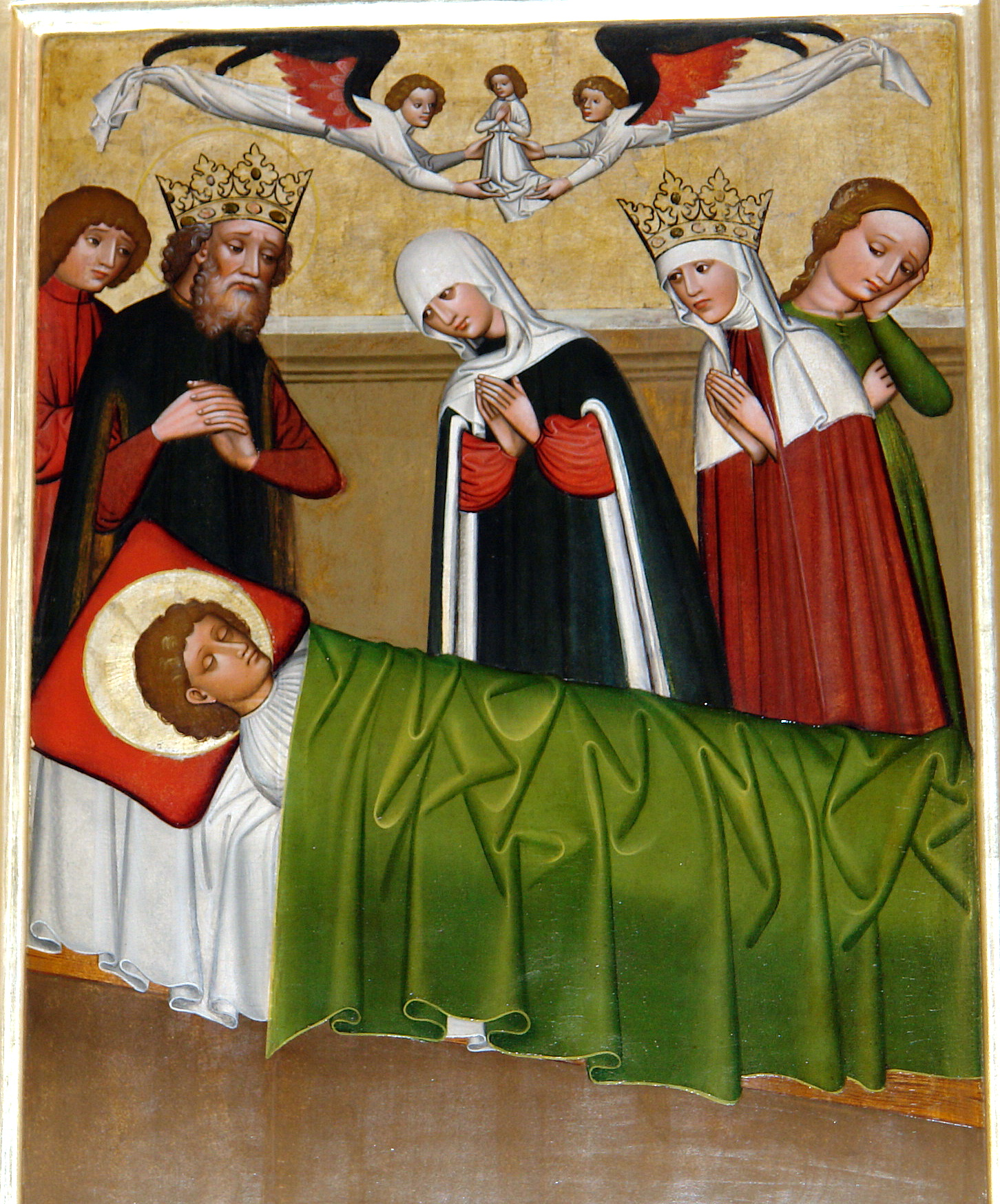
Král Štěpán Uherský a královna Gisela Uherská pohřbívají syna sv. Emericha, oltářní obraz

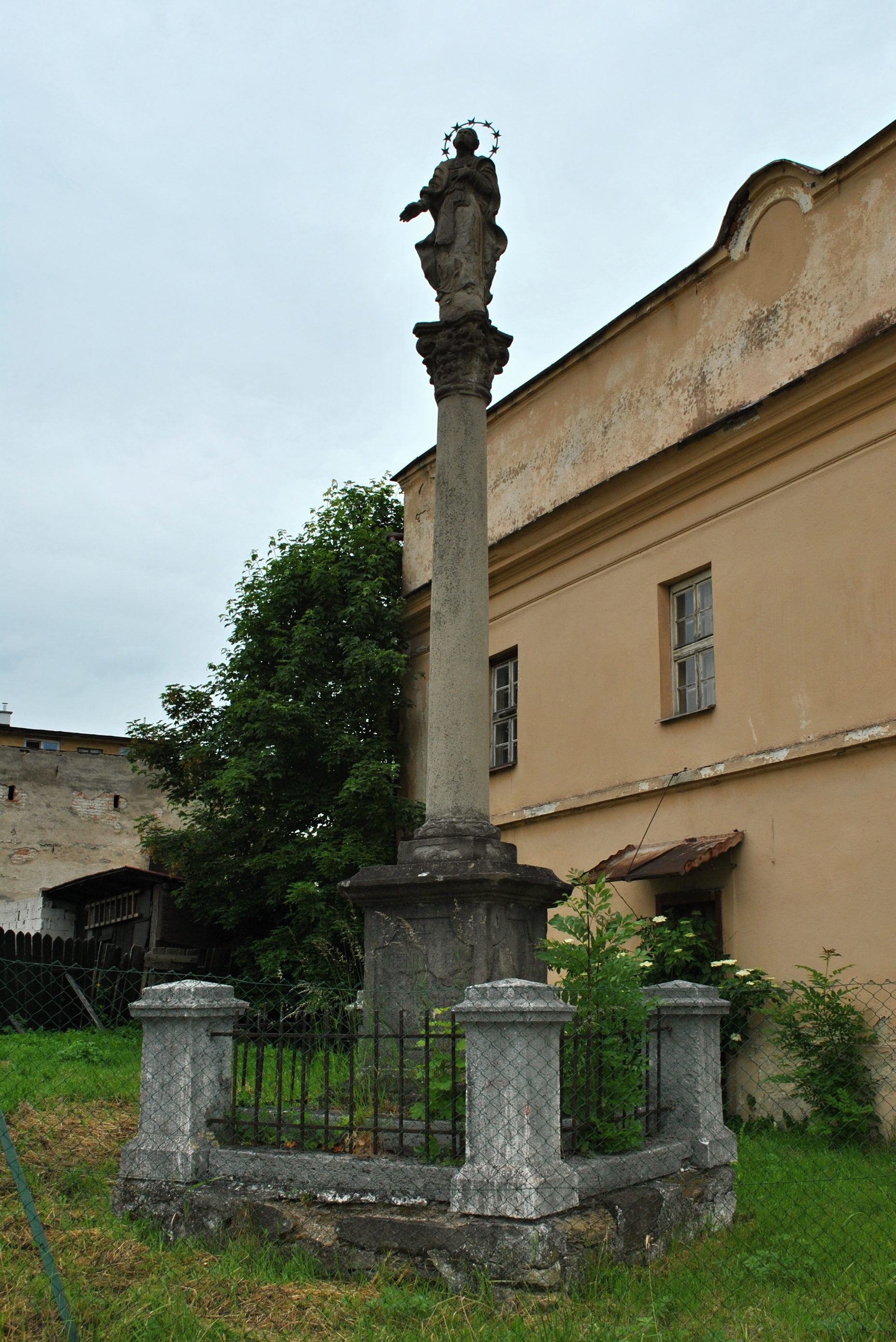
Mariánský sloup

První písemná zmínka o obci pochází z roku 1251. Jméno vzniklo pravděpodobně podle sv. Matěje, jednoho z patronů, druhým byl svatý Štěpán Uherský). Dosvědčuje to erb z 15. století. Obec patřila do Společenství spišských Sasů. V letech 1412 až 1772 náležela obec pod spišskou zástavu. Původní obyvatelé Matejovic se zabývali většinou zemědělstvím. Průmysl se v městečku začal rozvíjet v dílnách německých kolonistů. Podstatná změna v životě obyvatel nastala v roce 1845, kdy zdejší rodák Karel Augustin Scholz (1799-1881) založil dílnu na výrobu kartáčů (hřebel) na koně a kravských zvonců. První dílny již od roku 1859 rozšířil na průmyslový podnik zemědělských strojů. Již roku 1901 na průmyslové výstavě v Budapešti jeho vyorávač brambor získal zlatou medaili. V roce 1903 se připomíná závod na výrobu smaltovaných výrobků, zemědělských potřeb a železářského zboží. Z těchto výroben se vyvinula jedna z největších továren na Slovensku. Od roku 1969 byl významným zaměstnavatelem lidí v regionu závod na výrobu praček a jiných elektrospotřebičů Tatramat, který vznikl rozšířením Scholzovy továrny. Po roce 1989 přibyl moderní montážní závod firmy Whirlpool.
Matejovce byly k Popradu připojeny až v roce 1974.

## Průmysl
Sídlí tu montovna výrobce praček Whirlpool. Tradiční výrobce praček Tatramat byl včleněn do koncernu Stiebel Eltron a vyrostl tu nový průmyslový park, zahrnující firmy Immergas Europe s.r.o., STIGA Slovakia a Pasell Slovakia s.r.o..

## Pamětihodnosti
- Římskokatolický kostel sv. Štepána Uherského, trojlodní gotická bazilika, postavená v první polovině 14. století, věž v západním průčelí byla dostavěna v 18. století; významný gotický oltářní triptych s výjevy ze života sv. Štěpána Uherského krále a jeho syna Imricha, na vnějších křídlech bolestný Kristus, bolestná panna Marie, sv. Kryštof a sv. Bernardin Sienský, po roce 1453.
- Renesanční zvonice ze 17. století
- Barokní mariánský sloup se sochou Panny Marie Immaculaty
- Evangelický kostel z roku 1785
- Novogotická pohřební kaple rodiny Alexyů

## Doprava
Do Matejovic jezdí z autobusového nádraží a z centra města autobusová linka č. 2 a ze sídliště Jih č. 4.

## Slavní rodáci
- Fridrich Fleischer (1813–1890) –lékař v Matejovcích, později v Pešti, Vídni, Berlíně a Starém Smokovci, v roce 1856 oceněn za potlačení cholery
- Béla Hőnel (* 1863) – architekt
- Koloman Hönsz (* 1865–?) – lékař, studoval v Kluži, působil v Pešti v oblasti chirurgie a stomatochirurgie
- Jakub Jančík (1808-1859) – římskokatolický kněz, slavista, spoluzakladatel Matice slovenské
- Hugo Payer (1823–1898) – učitel, úředník a publicista, spoluzakladatel Karpatského spolku
- Karel Augustin Scholz (1799–1881) - obchodník a podnikatel, zakladatel průmyslového podniku
- Martin Ludwig Theisz (* 11.9.1799-?) – luteránský farář